# Carmen (Cotabato)
Pour les articles homonymes, voir Carmen.
Carmen est une localité de la province de Cotabato, aux Philippines. En 2015, elle compte 95 921 habitants.